# Seim
Seim är en tätort och kyrkby i Alvers kommun i Vestland fylke i västra Norge. Orten ligger där fylkesväg 5472 möter fylkesväg 5474, längst inne vid Seimsfjorden, en arm av Lurefjorden, norr om kommunens centralort Knarvik. Här finns Seims kyrka.
Tidigare har orten tillhört dåvarande Hosangers kommun, sedan dåvarande Alversunds kommun och därefter dåvarande Lindås kommun i Hordaland fylke.

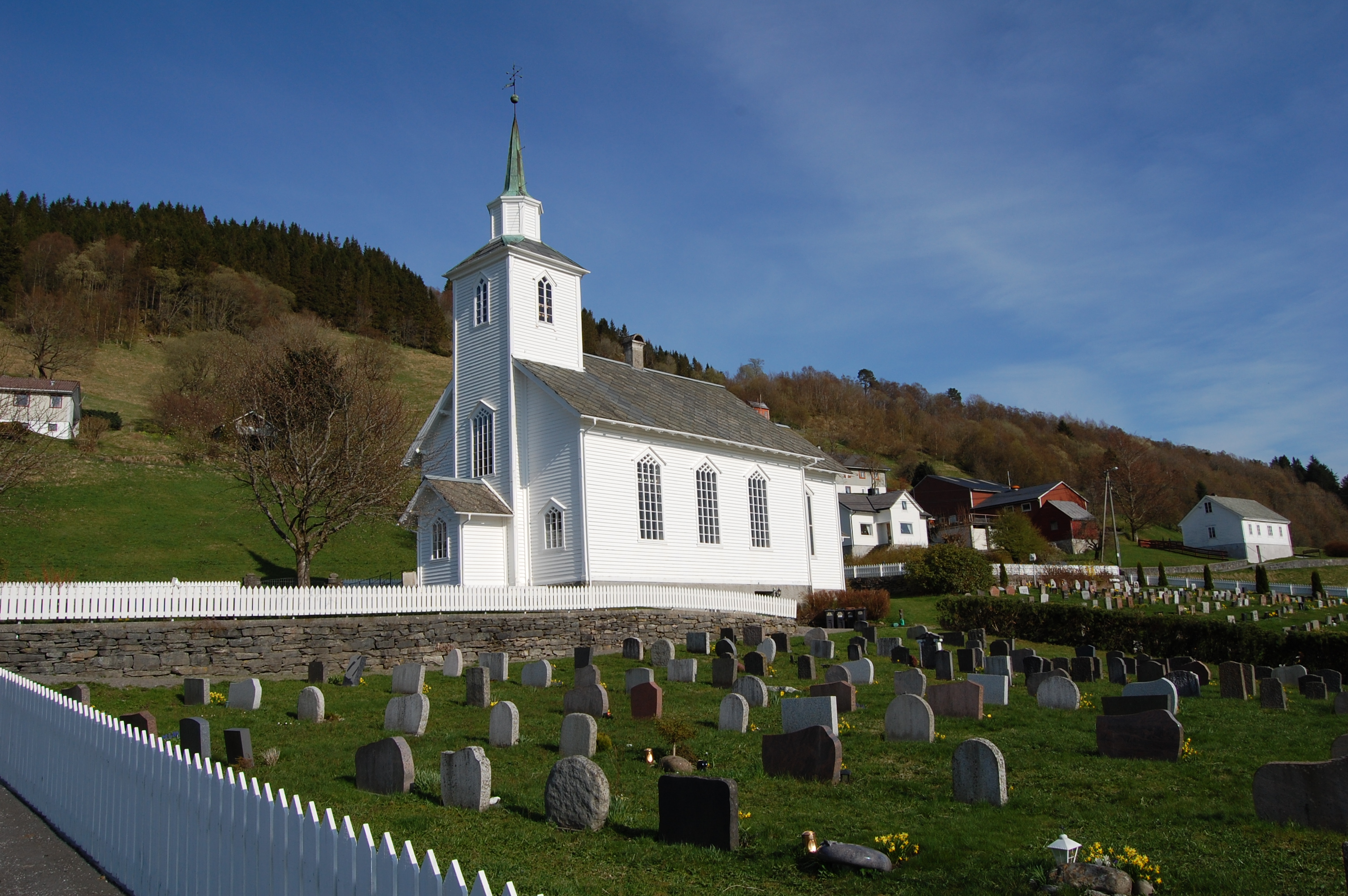
Seims kyrka.